# Cortinarius scotoides
Cortinarius scotoides är en svampart som beskrevs av J. Favre 1955. Cortinarius scotoides ingår i släktet Cortinarius och familjen spindlingar.   Inga underarter finns listade i Catalogue of Life.